# Black and White (Static-X)
Black and White è un singolo del gruppo musicale statunitense Static-X, pubblicato nel 2001 come primo estratto dal secondo album in studio Machine.

## Tracce
1. Black and White
2. Anything but This
3. Sweat of the Bud (Live)